# 防長經略
防長經略（日语：／ BōChōkeiryaku）是天文24年（1555年）10月12日至弘治3年（1557年）4月3日為止，安藝國的戰國大名毛利元就對大內氏的領土周防國和長門國的侵攻作戰。

## 背景
毛利元就在天文24年10月的嚴島之戰中击败大內軍的主力陶晴賢軍，於是計劃乘勢攻略周防、長門兩國。首先在10月12日把陣地從嚴島移至安藝和周防國境之間的小方（現今廣島縣大竹市）並訓練作戰。
大內軍則有大內義長和內藤隆世率領3千兵力的本據地山口、山口的防衛據點‧椙杜隆康的蓮華山城（現今山口縣岩國市周東町）、杉宗珊、杉隆泰父子的鞍掛山城（今岩國市玖珂町）、江良賢宣、山崎興盛的須須萬沼城（今周南市）、陶晴賢的居城‧由嫡男陶長房守備的富田若山城（周南市）、右田隆量的右田岳城（今防府市）等城池籠城，為了击退毛利軍而作出準備。而警戒石見三本松城的吉見正賴的野上房忠軍勢亦被配置在長門渡川城（今山口市阿東）。

## 侵攻周防國東部

### 謀略和攻击鞍掛城
元就首先運用計略而令大內陣營內部動搖，在10月18日送出書狀而令椙杜隆康立即降伏。而隣接蓮華山城的鞍掛山城的杉隆泰亦在接報後降伏。不過這兩人在平時已經關係惡劣，椙杜隆康以杉隆泰的降伏是詐降並向元就送出証據（實際上降伏是真是假不明），因此毛利軍與隆泰的關係決裂。
10月9日，毛利軍7千人（一說為2萬人）開始攻击，而杉軍則以2千士兵迎击。杉軍在鞍掛城本丸佈下1千兵力，二之丸則佈下8百人，並在鞍掛山東部的谷津原和市頭各佈下4百人。杉軍相當善戰，不過在14日（或27日）因為毛利軍奇襲鞍掛城較弱的地方，於是杉氏父子和城兵1千3百人（當中有武士8百人）被击败，城池陷落。

### 平定玖珂郡和大島郡
11月（因為改元而變為弘治元年），毛利方的村上水軍進攻大島郡的宇賀島（現今周防大島町的浮島）並討伐大內方的宇賀島水軍，令到宇賀島一時間成為無人島，因為被認為是徹底掃除了當地勢力。直到弘治2年（1556年）年初，在玖珂郡的地侍已經多數從屬於毛利氏，不過山代地方的鄉村（周防山代一揆）在成君寺（現今岩國市本鄉町）的山城中籠城並抵抗毛利軍。毛利軍從平定山代地方的坂元祐（坂新五右衛門）的高森城（今岩國市美和町）進攻成君寺城，於是在2月12日攻下城池。而同月18日亦在三瀨川（今岩國市周東町）击退大內義長軍。
此時，元就為了確保大內方失去控制的石見銀山而與開始行動的尼子氏對抗，令吉川元春率領的軍勢前往石見國。而為了防止大友氏介入，亦派遣小寺元武前往大友的領地府內。因為這次交渉，元就承認九州的大內領地由大友氏平定，而條件就是不要干涉周防和長門的領地（時期有諸種説法）。而且在同年秋天與肥前國的龍造寺隆信結盟，以便有可能與大友氏戰鬥時能出手。

## 侵攻周防國西部

### 攻略須須萬沼城

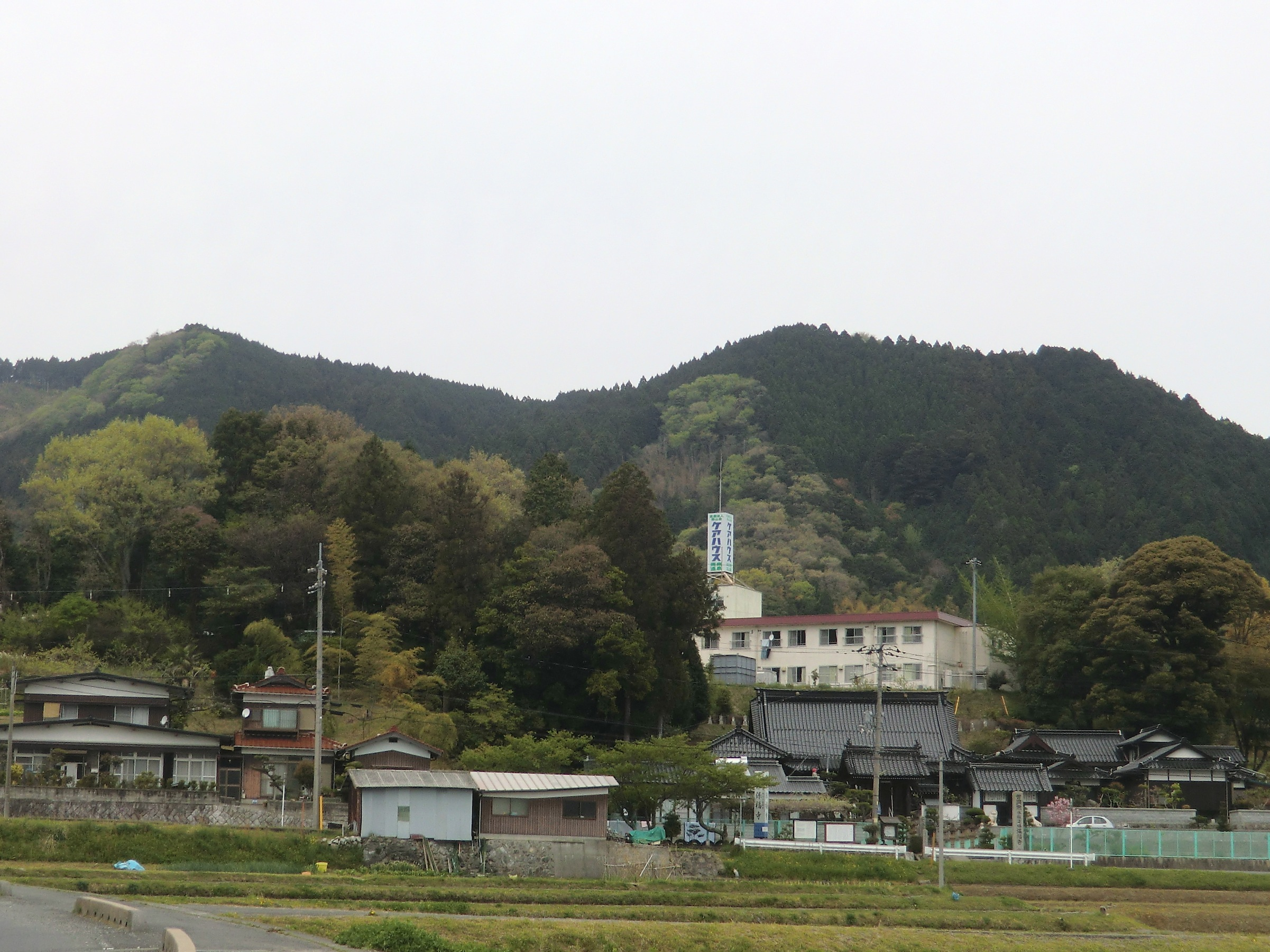
須須萬沼城跡（當時前面的保福寺是丘陵地）和毛利軍佈陣的道德山（背後）

在安撫佔領到的玖珂郡和再次編成戰力後，把本陣移到岩國的永興寺的毛利軍以都濃郡的須須萬沼城為目標。4月20日，小早川隆景率軍5千发动進攻，不過被沼城城主山崎興盛和大內氏的援軍江良賢宣击退。沼城在三方都被沼澤圍著，而守城方則用堰把城池附近的小辻川截著來預防水攻。籠城的兵力一說是3千人，加上玖珂郡的殘兵總共有1萬人。9月22日，毛利隆元率兵再度攻击城池，不過仍然失敗。
弘治3年（1557年）2月，元就自身率領1萬餘軍勢再次進攻沼城。元就把本陣建在沼城背後（北側）的綠山和道德山，隆元和隆景則分別在東側的權現山和南側的日隈山佈陣，並在綠山西側的熊之尾（熊ノ尾）設軍以防敵方從山口前來的增援。2月19日，攻击開始，對著毛利軍的攻击，城兵頑強地抵抗，不過因為在3月2日早上的總攻击，毛利軍在沼地埋下竹束和筵，於是成功攻入城中，籠城的1千5百餘男女（一說是3千人）被慘殺。此战中毛利軍投入了大量火繩枪進行戰鬥。因為毛利軍的猛攻，江良賢宣降伏，之後興盛亦從沼城中開城投降，元就希望興盛可以仕於毛利家，不過興盛拒絕並自殺。
（須須萬地區有關於沼城的戰鬥的故事流傳。在沼城籠城的山崎興盛的兒子山崎隆次剛剛結婚，但是在籠城前就被迫與妻子離別。不過因為妻子太掛念丈夫，於是在晩上唱著並渡過沼的淺瀨。而因為這個女子渡過沼時被毛利軍看見，因此淺瀨的位置就被毛利軍得知並能攻入城內。）

### 大內氏內部崩壞

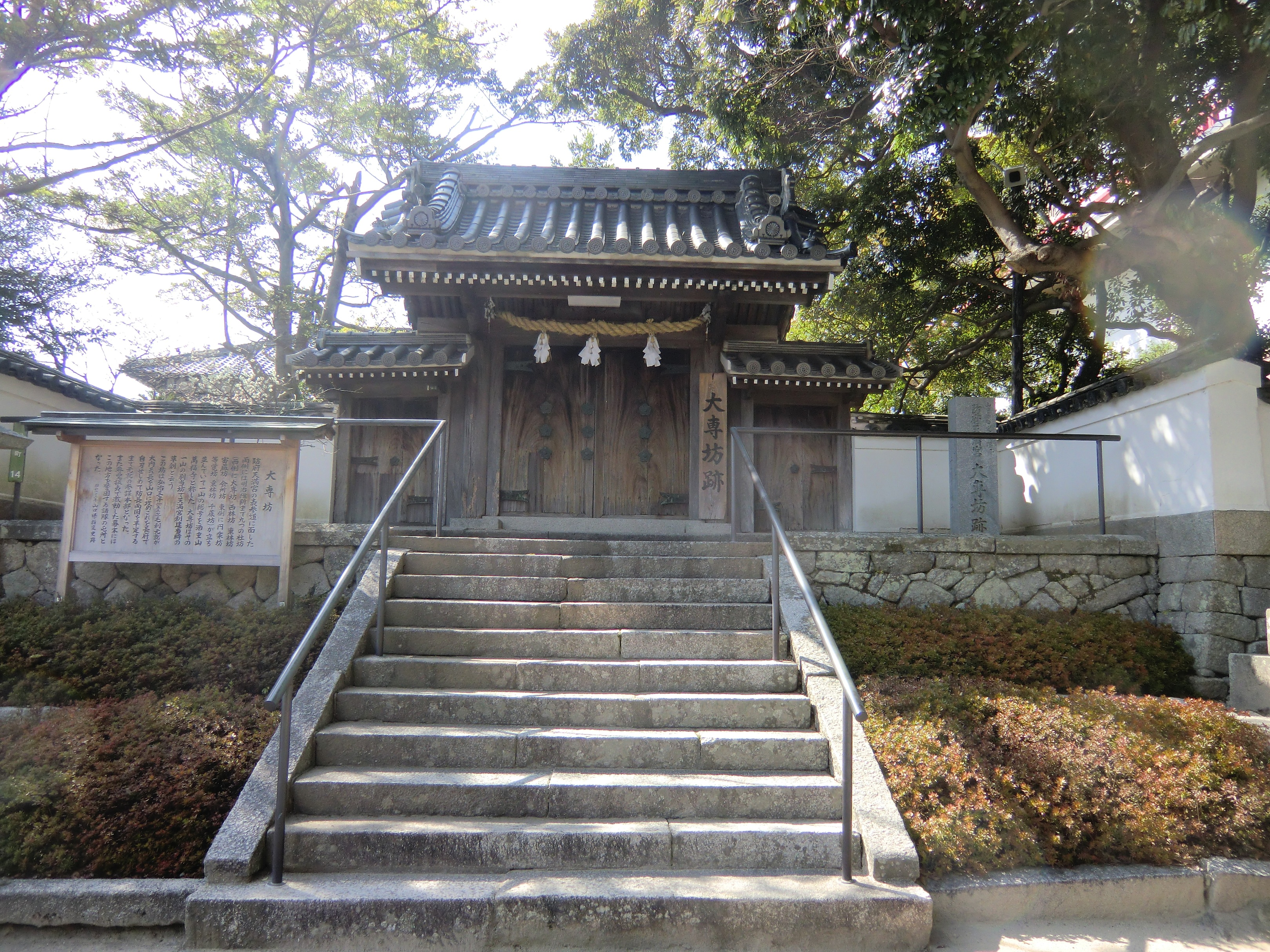
攻略山口時在毛利本陣設置在防府天滿宮的大専坊

就在元就侵攻周防期間，大內氏的家臣團內部亦開始崩壞。陶氏的本據地富田若山城由陶晴賢的嫡男陶長房和弟弟陶貞明等人守備，而從嚴島逃出的石見國守護代問田隆盛亦滞留在城中，遭到在大寧寺之變後被晴賢殺死的豐前國守護代杉重矩的遺兒杉重輔襲击，一說重輔舉兵是與毛利串通，此戰中毛利軍亦有所攻略。長房等人措手不及，於是放棄城池並逃到龍文寺並在3月2日自殺（亦有說法指杉軍的襲击和長房死亡是在嚴島之戰後的1555年10月）。
（一説為了击破放棄若山城並進入要害龍文寺的長房，在氏神周方大明神的祭事念佛踊期間侵入寺內並消滅寺內的人。這被當作是龍文寺流傳下來的山口縣指定無形民俗文化財的「長穗念佛踊」的由來，根據這個故事，在要害龍文寺中死守的陶軍於門前的沼邊築起櫓和塀、把橋降下等來加強防備，這次籠城戰甚至長達數個月。）
雖然重輔成功消滅父親的敵人陶氏，不過對此感到憤怒的內藤隆世亦開始討伐重輔。大內義長對此仲裁來防止隆世，不過失敗，雙方的軍勢在山口後河原戰鬥，山口的街道在此戰中被燒燬，而戰敗的重輔在3月4日於防府被殺。
在3月8日攻下陶氏遺臣留下的富田若山城毛利軍於12日從富田若山城出發並沿山陽道的浮野峠向防府進軍。防府天神山的松崎天滿宮（防府天滿宮）有鷲頭隆政和朝倉弘房率領大內軍2千人駐屯，不過被毛利軍完全消滅。此時毛利軍的兵力達到2萬人，因為情勢不利而向山口撤退的鷲頭、朝倉軍勢在佐波川周邊被击破。另一方面，右田岳城的右田隆量和野田長房等人因為元就的勸告而降伏（一說是在元就進入富田若山城後送書狀後投降；或在鷲頭、朝倉軍勢敗北後被毛利軍壓迫而投降）。右田岳城由南方就正以城番身份入城，而向毛利軍投降的右田隆量則以進攻山口的先鋒身份而立下進陷冰上山的城砦等戰功。制壓防府的元就把本陣移至松崎天滿宮的大専坊並親自擔任山口總攻击指揮。

## 終結

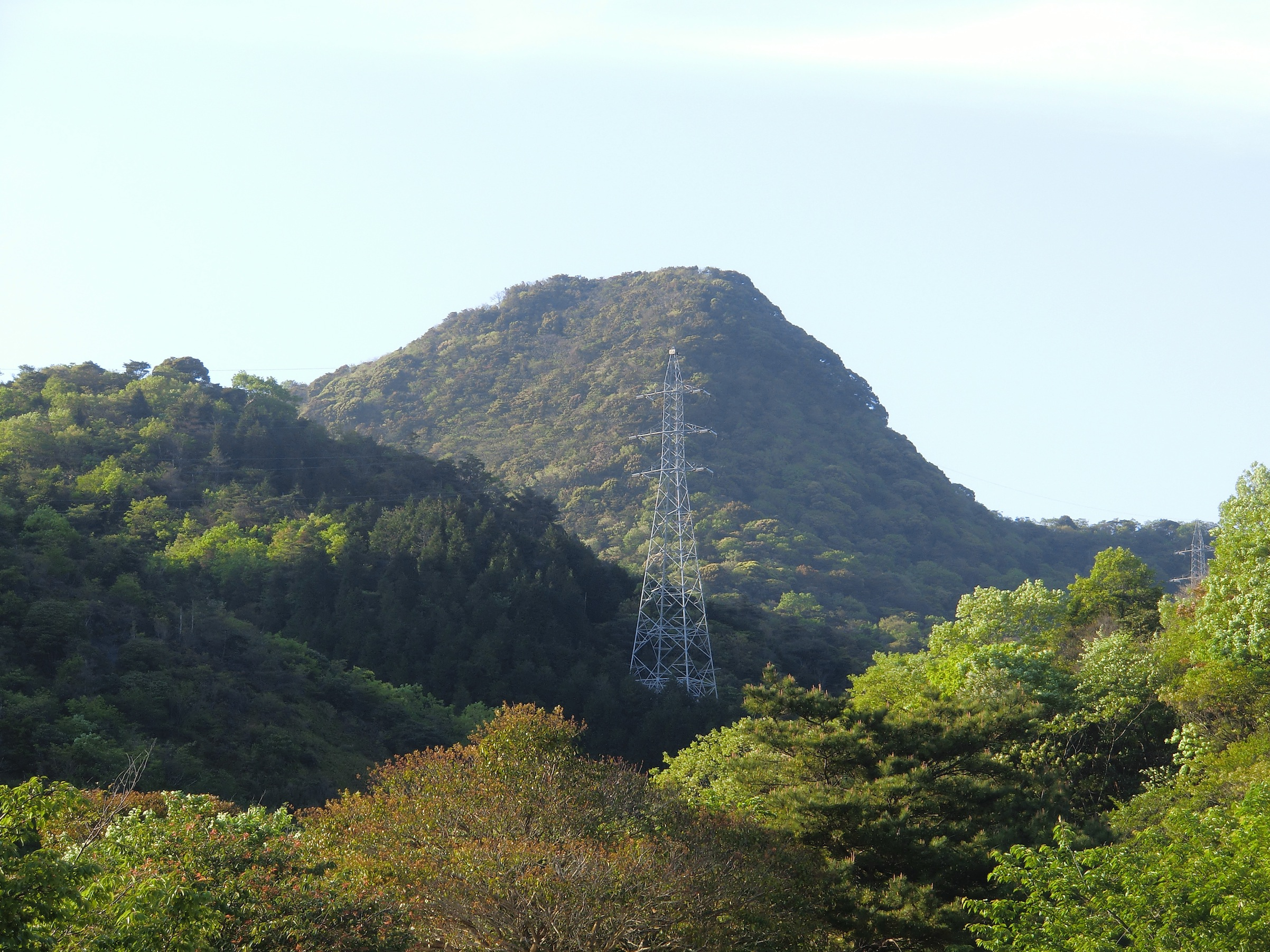
大內義長最後抵抗的據點且山城跡（現今下關市）

剩下大內義長和內藤隆世軍勢的大內軍在嚴島之戰後才開始築城而且未完成的高嶺城內籠城，高嶺城南面的支城姬山城則由宍道隆慶守備。不過之前杉重輔和內藤隆世的戰鬥而令到山口的街町已經化為焦土，而協助元就的吉見正賴亦為了排除阿武郡渡川的野上房忠兵勢2千人而迫近宮野口，於是義長和隆世等人就放棄與京都同様沒有防衛據點的山口並逃亡到長門豐浦郡（今下關市）的且山城（勝山城），這個情報在15日被送到毛利本陣。
毛利軍開始进攻山口。姬山城的宍道勢降伏，而毛利本隊亦為了佔領山口而行動，追殺大內義長的任務就交給福原貞俊5千軍勢（被派遣的主要武將有志道元保、桂元親、赤川元保、粟屋元親、兒玉就忠、阿曾沼廣秀、堀立直正等）。而為了阻止大內義長的實家大友氏的援軍，在陸路派出1千餘騎前往下關，更在長門的周防灘直至關門海峡和豐前一帶派遣以乃美宗勝為主力的毛利水軍和村上水軍進行海上封鎖。而在前年（1556年）11月19日，在元就送出的書狀中，堀立直正因為攻下赤間關（下關的古名）的要害而得到賞賜，因此義長等人的退路一早就已經被切斷。還有響應毛利軍並進入山口的吉見正賴亦因功被元就讚賞，在3月22日舉行宴會。
因為義長堅守的且山城是堅城，包圍城池的福原軍勢難以攻入城內（直到4月，二之丸才被攻陷，元就評價且山城為「在無雙的山上，無論如何都攻不下」（無双の山にて候、何とも手せめにならず候）），此時元就向貞俊送出計策，於是向城入射出繫有「對幫助陶晴賢的謀反人隆世沒有可能得到原諒，不過對陶的傀儡義長沒有遺恨，因此可以保全性命並送返大友氏」（陶晴賢に荷担した謀反人である隆世を許すわけにはいかないが、陶の傀儡であった義長には遺恨は無いので助命して大友氏に送り返す）勸告文的箭矢。說服反對的義長後，隆世在4月2日自殺，義長在開城後離開且山城並進入長福院（功山寺）。不過3日，貞俊軍勢包圍長福院並逼迫義長自殺。被計算的義長因為到了此刻已經無能為力，於是自殺。而在陶晴賢死後一直支持著陶氏的忠臣野上房忠亦在殺死陶長房的嫡子鶴壽丸後自殺。
- 辭世句
  - 大內義長－
  - 野上房忠－

因此，大內氏和陶氏的正當後繼者被斷絶，而成功得到周防、長門的元就在4月23日於防府出發返回吉田郡山城。不過在11月10日，大內氏遺臣的草場氏、小原氏、河越氏等人擁立義隆的遺兒問田龜鶴丸並在山口的障子岳城籠城，於是元就和隆元再次出陣。11日，毛利方的內藤隆春急襲障子岳城，在妙見崎山打败大內氏殘軍（妙見崎之戰），久芳賢直、波多野勝實、杉重輔的遺兒松千代丸等軍勢亦在各處舉兵，元就等人為了鎮壓而在富田（現今周南市）佈陣，於11月末把反亂勢力一掃而空，元就等人在12月26日返回吉田。而元就的「三子教訓狀」亦在富田勝榮寺陣中的11月25日發出。

## 此後的影響
毛利氏
因為吞併了大內氏所領的周防、長門而一氣擴大了勢力，於是成為與尼子氏並立的中國地方大大名。因此與爭取石見銀山的尼子氏和爭取博多權益的九州大友氏之間正式開始對立。而完全掃除大內氏殘黨是在永祿12年（1569年）。
大內氏
因為義長的死亡而令大內氏正統斷絕，不過大內義隆的從弟大內輝弘（大內義興的弟弟大內高弘的兒子）還在，輝弘在北九州於毛利與大友戰鬥中的永祿12年，得到大友氏支援而進入山口，不過敗給毛利軍而自刃（大內輝弘之亂）。因此，大內氏由歷史舞台中消失。
大友氏
豐後的大友義鎮因為對實弟大內義長見死不救而失去在周防國的影響力，不過佔領了大內氏的舊領豐前、築前。在永祿2年（1559年）6月被任命為豐前國、築前國的守護。一時間與毛利氏結盟，不過在後來與以九州博多為目標的毛利氏在北九州激戰，並策動大內輝弘侵入山口。
尼子氏
在益田藤兼仲介下與大內氏和解並結成同盟關係的尼子氏在肅清新宮黨後，在軍事和尼子宗家權力得到強化後，為了侵攻備前而進攻備前浦上氏，不過在陶晴賢戰死後，大內氏在石見銀山的勢力開始倒退，於是乘隙奪回石見銀山，並撃破進攻銀山附近的忍原的吉川元春、宍戸隆家軍（忍原崩）。毛利氏奪回石見銀山是在永祿年間的「雲藝和議」後。
陶氏
陶氏嫡流斷絕，不過傍流的宇野元弘和陶隆滿成為毛利氏家臣。
內藤氏
內藤隆世自殺，而叔父內藤隆春成為新的內藤氏當主並就任長門守護代。內藤氏在江戶時代以長州藩藩士的身份存續。

## 外部連結
- 山代地方の歴史[永久]
- 大内文化について｜大内氏概略｜大内氏の滅亡後 ○ 義長と晴賢 （页面存档备份，存于）
- 山口県/社会教育・文化財課/文化財・山口県の文化財・指定文化財(指定文化財の概要) 長穂念仏踊